# Donald Grant Nutter
Donald Grant Nutter (* 28. November 1915 in Lambert, Richland County, Montana; † 5. Januar 1962 in Wolf Creek, Montana) war ein US-amerikanischer Politiker und von 1961 bis 1962 der 15. Gouverneur des Bundesstaates Montana.
Donald Nutter besuchte die North Dakota State School of Science in Wahpeton. Im Jahr 1937 wurde er bei der Kreisverwaltung im Richland County angestellt. Von 1938 bis 1939 war er im gleichen Bezirk stellvertretender Sheriff. Während des Zweiten Weltkrieges war er Bomberpilot der USAAF. Für seine Leistungen wurde er mit dem Distinguished Flying Cross ausgezeichnet.
Nach dem Krieg studierte er an der University of North Dakota die Rechtswissenschaften und legte dort im Jahr 1954 sein juristisches Examen ab. Zwischen 1951 und 1957 saß Nutter im Senat von Montana; von 1958 bis 1960 war er Vorsitzender der Republikanischen Partei auf Staatsebene. Im November 1960 wurde er zum neuen Gouverneur Montanas gewählt, wobei er sich mit 55,1 Prozent der Stimmen gegen den Demokraten Paul Cannon durchsetzte. Nutter trat sein Amt am 4. Januar 1961 an. In seiner relativ kurzen Amtszeit kürzte der Gouverneur die Staatsausgaben und förderte die industrielle Entwicklung.
Nutter kam am 25. Januar 1962 bei einem Flugzeugabsturz nahe Wolf Creek ums Leben. Er war mit Maxine Trotter verheiratet; das Paar hatte ein Kind.